# Füzérdísz

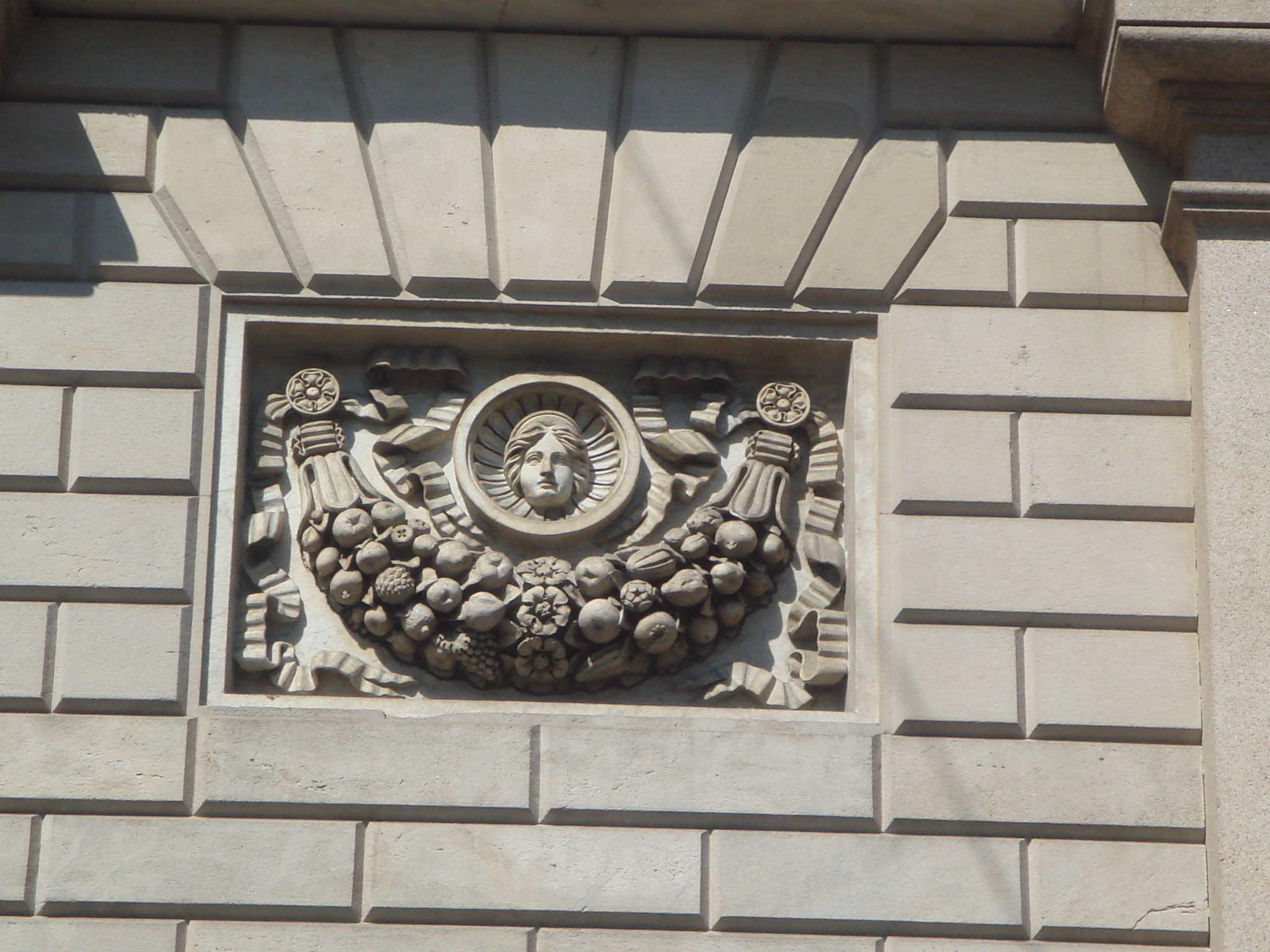
A milánói Porta Venezia füzérdísze

A füzérdísz, másként feszton vagy girland szalaggal összefont virágokat, gyümölcsöket, leveleket mintázó épületdísz. Stukkóból, vakolatból vagy faragott kőből készülhet. A füzérdíszt úgy mintázzák, hogy két ponton látszódjék feltűzöttnek. Az antik építészetben is előfordul, így a reneszánsz építészet is átvette. A barokkban a szertelen díszítés egyik eleme lett. Különösen fontos a copf stílusban, ami jellegzetes, parókára emlékeztető füzérdíszeiről kapta a nevét.